# سیارک ۱۰۴۸۰
سیارک ۱۰۴۸۰ (به انگلیسی: 10480 Jennyblue، نامگذاری:1982JB2) ده هزار و چهارصد و هشتادمین سیارک کشف شده‌است که در ۱۵ مه ۱۹۸۲ کشف شد.
قدر مطلق سیارک برابر ۱۴.۱ است.